# Liste der Äbte von Hohenfurth
Die folgenden Personen waren Äbte der Zisterzienserabtei Hohenfurth
- Otto I., 1259–1281
- Adam, 1281–1286
- Otto II., 1286–1309
- Stephan, 1309–1313
- Bartholomäus, 1313–1327
- Thomas I., 1327–1351
- Heinrich I., 1351–1353
- Albert, 1353–1357
- Heinrich II. Pukasser, 1357–1373
- Otto III., 1373–1380
- Petrus, 1380–1387
- Otto IV., 1387–1415
- Prbislaus, 1415–1426
- Sigismund Pirchan, 1426–1442 (ab 1441 Weihbischof in Passau; † 1472[2])
- Sigismund II., 1442–1449
- Paul I. von Kapellen, 1450–1463
- Thomas II., 1463–1493
- Thomas III., 1493–1507
- Christof Knoll, 1507–1528
- Paul II. Klötzer, 1528–1549
- Johann I. Ulrichsberger, 1549–1562
- Johann II. Hayder, 1562–1576
- Georg Tayer, 1576–1587
- Johann III. Harzius, 1588
  - Anton Flaming, 1588–1591 (Administrator)
- Michael Fabrizius, 1591–1607
- Paul III. Farenschon, 1608–1620
- Gangolf Scheidinger, 1620–1631
- Georg II. Schrow, 1631–1641
- Georg III. Ritter von Zdir, 1641–1668
- Heinrich III. Ianus, 1668–1669
- Johann IV. Clavery, 1669–1687
- Franz Wendschuh, Ritter von Zdir, 1688–1690
- Bernhard Hartinger, 1690–1695
- Stanislaus Preinfalk, 1695–1721
- Candidus Heidrich, 1722–1747
- Quirin Mickl, 1747–1767
- Hermann Kurz, 1767–1795
- Oswald Neumann, 1795–1801
- Isidor Teutschmann, 1801–1827
- Valentin Schopper, 1828–1857
- Leopold Wackarž, 1857–1901, längste Regierungszeit von 44 Jahren
- Bruno Pammer, 1902–1924
- Tecelin Jaksch, 1925–1942 und 1945–1948; 43. und letzter benedizierter Abt der Erstbesiedelung, 1949–1954 Administrator Stift Rein; † 23. Mai 1954
  - Nikolaus Lonsing, 1954–1959 (Prior regens)

- Die Oberen nach der Wiederbegründung (Neubesiedelung) 1990
  - Alberich Siwek, 1996–2007 (Prior-Administrator, resignierter Abt von Wąchock in Polen)[3]
  - Justinus Berka, seit 23. Mai 2007 (zunächst Prior-Administrator, 2019 offiziell zum Prior gewählt)